# Experimentele flats
De experimentele flats zijn een wooncomplex in Utrecht in de wijk Overvecht.
In Overvecht waren veel standaard flats gebouwd. Met een speciale rijkssubsidie ontwierp gemeente-architect W.A.H. Jansen daarom in 1970 'experimentele flats' voor deze wijk, die in 1971 werden opgeleverd. Het complex bestaat uit tien blokken: zeven blokken van vier woonlagen en drie van zeven woonlagen met een lift. Er zijn 183 woningen. Per verdieping zijn er 4 appartementen gesitueerd rond een gemeenschappelijke hal. Deze hallen zijn bedoeld als speel- en ontmoetingsruimte. Ze worden gebruikt als speelruimte voor kinderen, om te tafeltennissen, om spelletjes te spelen, voor een gezamenlijke maaltijd of voor een feest. De woningen zijn flexibel ingedeeld: de woon- en slaapvertrekken zijn gescheiden door grote schuifwanden, waardoor de indeling van de woning kan worden aangepast aan individuele woonwensen. Per etage zijn er twee vierkamer- en twee driekamerwoningen. De vierkamerwoningen hebben een oppervlakte van 86 m², de driekamerwoningen hebben een oppervlakte van 76 m². De oppervlakte van de gemeenschappelijke hal is 60 m². De situering van de woningen rond de hal is zo dat deze veel privacy hebben; er is weinig inkijk, ook vanaf de balkons kan niet bij de buren naar binnen worden gekeken.

## Achtergrond
In 1968 kwam het Ministerie van Volkshuisvesting met een subsidie voor experimentele woningbouw. Het streven was om het woonpeil te verhogen wat betreft woonvorm en woonomgeving. Directeur W.A.H. Jansen van Bouw- en Woningtoezicht Utrecht liet met deze subsidie in 1969 een project ontwikkelen voor woningen in Overvecht-Noord. De hoofdarchitect was J.J.A. Smets.

## Monumentenstatus
Begin 2016 wees de gemeente Utrecht enkele gebouwen en complexen van naoorlogse bouwkunst aan als gemeentemonument. Ook de 'commune-flats' in Overvecht werden geselecteerd, als een van de meest bijzondere typen van woningbouw. Na 45 jaar functioneren deze flats nog altijd naar grote tevredenheid van de bewoners. Door hun bijzondere opzet trekken de experimentele flats de belangstelling van (buitenlandse) volkshuisvesters.
Vanaf 2017 hebben de experimentele flats de status van gemeentelijk monument. De gebouwen vallen onder de categorie 'bijzondere woonvormen'. Bij de bescherming van de flats gaat het voornamelijk om de gemeenschappelijke hal en de flexibele plattegronden. De buitenkant van de flats is van minder groot belang.

### Adressen
De adressen van de flats zijn, Marowijnedreef 1-51, Pernambucodreef 1-45, Cayennedreef 1-52, Trinidaddreef 1-15, Sao Paolodreef 2-46.

### Monumentnummers
De monumentnummers zijn:
- 3441617 - Cayennedreef 1 t/m 27 (27 woningen)
- 3441618 - Cayennedreef 28 t/m 52 (25 woningen)
- 3441662 - Marowijnedreef 1 t/m 51 oneven (26 woningen)
- 3441678 - Pernambucodreef 1 t/m 15 (15 woningen)
- 3441679 - Pernambucodreef 16 t/m 30 (15 woningen)
- 3441680 - Pernambucodreef 31 t/m 45 (15 woningen)
- 3441581 - São Paulodreef 2 t/m 16 (15 woningen)
- 3441582 - São Paulodreef 17 t/m 31 (15 woningen)
- 3441583 - São Paulodreef 32 t/m 46 (15 woningen)